# Königreich Schottland
Das Königreich Schottland (schottisch-gälisch Rìoghachd na h-Alba, Scots Kinrick o Scotland) existierte auf dem Gebiet des heutigen Schottlands von 843 bis 1707. Es nahm das nördliche Drittel der Insel Großbritannien ein und grenzte im Süden an das Königreich England, mit welchem es sich im Act of Union von 1707 zum Königreich Großbritannien vereinigte.

## Geschichte
Der römische Name für Völker in Schottland war Pikten. Deren Sprache und Kultur verschwanden, als die Königreiche der Pikten und der keltischen Skoten 843 n. Chr. unter Kenneth Mac Alpin vereinigt wurden.
Im Laufe der Geschichte löste Edinburgh die alten schottischen Hauptstädte Scone, Dunfermline und Stirling ab. Die Einwohnerzahl des Königreichs wird für das Jahr 1700 mit 1,1 Millionen angenommen.
In den Schottischen Unabhängigkeitskriegen, die insgesamt von 1296 bis 1357
dauerten, versuchten mehrere englische Könige aus dem Haus Plantagenet, das Königreich Schottland zu unterwerfen und es in ihren Hoheitsbereich einzugliedern. Eine berühmte Herrscherpersönlichkeit dieser Zeit ist der 1306 zum König gekrönte Robert I. the Bruce, unter dem 1314 in der Schlacht von Bannockburn ein entscheidender Sieg über die Engländer errungen wurde.
Seit England 1482 die Kontrolle über die Küstenstadt Berwick übernahm, war das Königreich Schottland so groß wie das heutige Schottland. Es wurde östlich von der Nordsee, westlich und nördlich vom Atlantischen Ozean und südwestlich vom Nordkanal und der Irischen See begrenzt. Neben dem Festland umfasste das Königreich über 790 Inseln.
Eine in ihrer Tragik berühmt gebliebene schottische Herrscherin war Maria Stuart. Nach ihrer Absetzung wurde ihr Sohn Jakob VI. 1567 zum König gekrönt. Als Erbe der Tudor bestieg er – als Jakob I. – 1603 auch den englischen Thron und begründete damit die englisch-schottische Personalunion.
Durch den Act of Union wurde am 1. Mai 1707 die seit einem Jahrhundert bestehende Personalunion zwischen Schottland und England aufgelöst und durch eine Realunion ersetzt. Auf der Insel entstand somit das Königreich Großbritannien, zu dem Schottland wie England und auch Wales gehören, mit der Regierung in London.